# Eduard Kierschner
Eduard Kierschner (* 5. April 1825 in Lemberg, Galizien; † 1. März 1879 in Berlin) war ein österreichischer Theaterschauspieler und Schriftsteller.

## Leben
Nach Absolvierung des Gymnasiums in Prag besuchte er die polytechnische Schule in Wien, verzichtete jedoch auf die Ausübung des technischen Berufes und widmete sich der Bühne. Ohne dramatische Ausbildung erhalten zu haben, debütierte er am 14. Juni 1843 am Theater in der Josefstadt in Wien als „Raoul“ in der Jungfrau und wurde engagiert. Nachdem er noch in Preßburg und Ödenburg schauspielerisch tätig gewesen war, trat er für zweite Liebhaber in den Verband des Hofburgtheaters, woselbst er am 16. August 1844 zum ersten Mal auftrat. Dort wirkte er bis zu seiner Pensionierung 1871. Hierauf begab er sich nach Berlin, um die Leitung einer Theaterschule zu übernehmen. Der Künstler, der während seiner Wirksamkeit in Wien der bekannten Kierschnerschen Theaterakademie vorstand, hat sich auch schriftstellerisch betätigt.
Verheiratet war er mit seiner Schauspielkollegin Marie Weißhappel.

## Schüler (Auswahl)
- Karl Baumgartner
- Oskar Bohnée
- Hans von Pindo